# 2079
2079 — 2079 рік нашої ери, 79 рік 3 тисячоліття, 79 рік XXI століття, 9 рік 8-го десятиліття XXI століття, 10 рік 2070-х років.

## Очікувані події
- 1 травня передвіщене повне сонячне затемнення буде спостерігатися в Галіфаксі, Нова Шотландія в Канаді.
- 6 червня поля типу smalldatetime в базах даних  SQL-серверів будуть посилатися на 1 січня 1900 року.
- 25 червня всі пісні Майкла Джексона перейдуть в суспільне надбання.
- 11 серпня Меркурій затьмарить Марс вперше після 578 року. Це рідкісне, але добре спостережуване затемнення планет в XXI столітті.